# Nikolai Karl von Baranoff

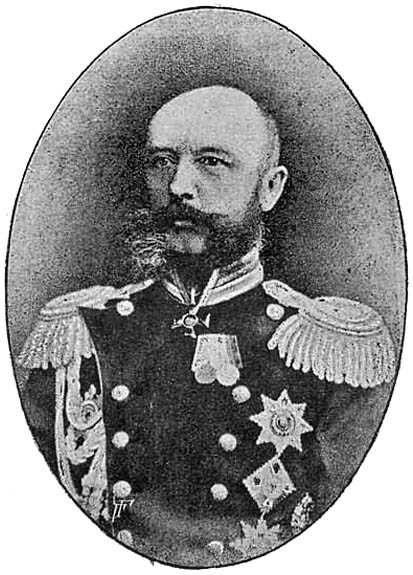
Nikolai Karl Gustav von Baranoff

Nikolai Karl Gustav von Baranoff (russisch: Николай Евстафьевич Баранов (фон Барангоф); *  22. November 1825 in Dubno; † 29. Januar 1903 in Sankt Petersburg) war ein russisch-schwedischer Adliger, Herr auf Lobatschwew und Dobryn (Majorat in Polen) und Generalleutnant in der kaiserlich-russischen Armee. 

## Herkunft und Familie

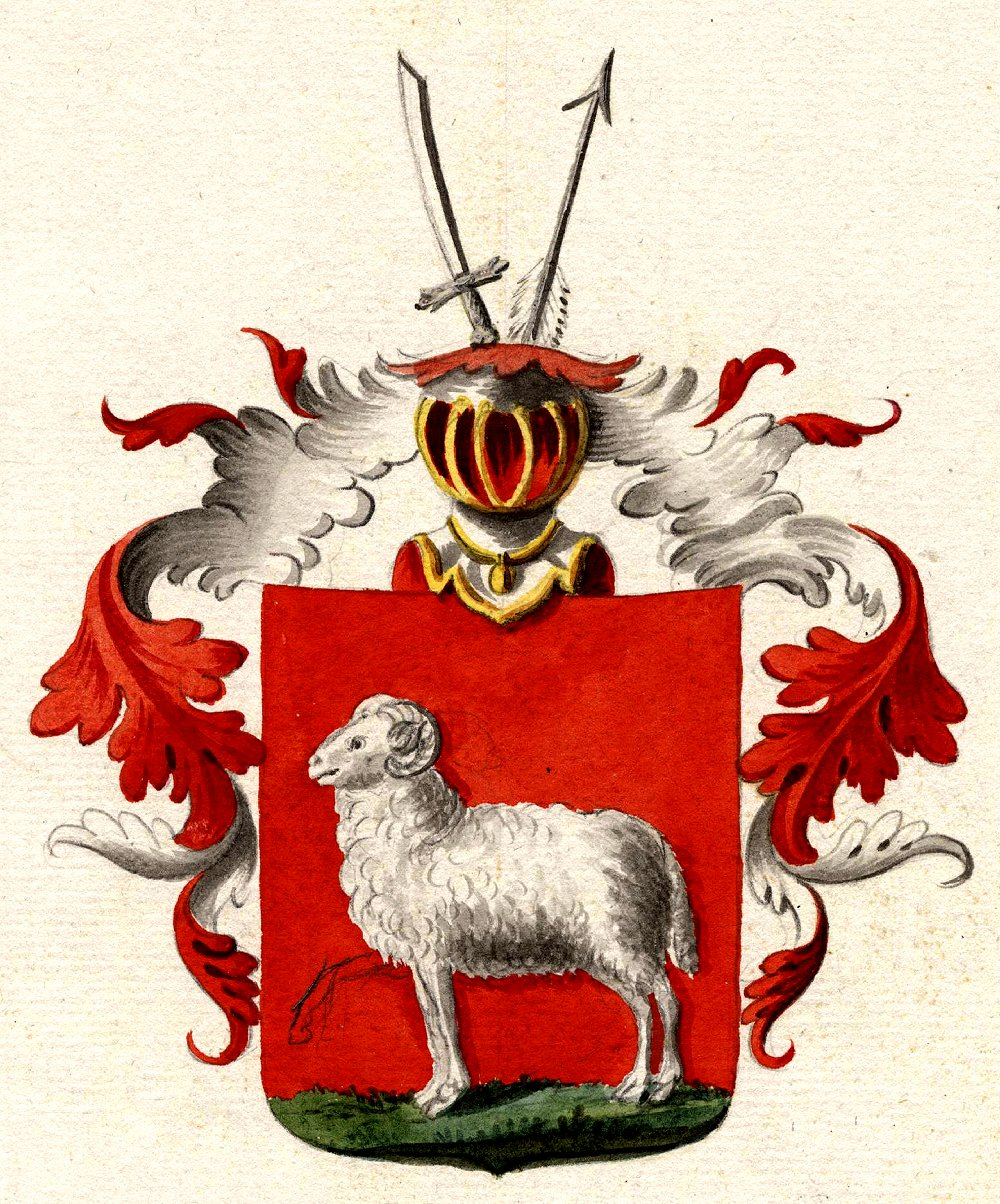
Wappen der baltischen Baranoffs (ab 1666)

Nikolai Gustav stammte aus dem alten russisch-schwedischen Adelsgeschlecht Baranoff. Sein Vater war der russische Generalleutnant Moritz von Baranoff (1790–1845). Sein jüngerer Bruder war der russische Generalleutnant Alexander von Baranoff (1837–1905). Nikolai heiratete Alexandra Baronin von Prittwitz (1838–1918), sie hatten keine Nachkommen.

## Leben
Nikolai Gustav begann seine militärische Laufbahn im Pagenkorps in Sankt Petersburg und wurde 1844 als Fähnrich in das Preobraschensker Leib-Garderegiment versetzt. 1856 wurde er zum Flügeladjutanten ernannt und 1859 zum Oberst befördert. Im selben Jahr übernahm er das Kommando über das 2. Infanterie-Ausbildungsbataillon. Ab dem 16. November 1860 kommandierte er die Leibgarde des 2. Zarskoye Seltsky-Schützen-Bataillons und wurde am 30. August 1864 zum Generalmajor à la suite befördert und versah besondere Dienste für den Zaren Alexander II. 1865 führte er die 2. Garde-Infanterie-Division für besondere Einsätze. 1875 wurde er zum Kommandeur der 2. Brigade der 2. Garde-Infanterie-Division ernannt, die vom Balkan aus 1877 in den russisch-türkischen Krieg geführt wurde. In diesem Krieg befehligte er die linke  Flanke der Ruschuk-Front. Als letzte Verwendung kommandierte er, bevor er 1884 seinen Abschied nahm, als Generalleutnant die 35. Infanteriedivision. Er starb am 29. Januar 1903 in St. Petersburg und wurde auf einem der Alexander-Newski-Friedhöfe am Alexander-Newski-Klosters beigesetzt.

## Auszeichnungen
- 1866 Orden des Heiligen Wladimir, 3. Klasse
- 1868 Sankt-Stanislaus-Orden, 1. Klasse
- 1870 Russischer Orden der Heiligen Anna, 1. Klasse
- 1872 Russischer Orden der Heiligen Anna mit Krone
- 1874 Orden des Heiligen Wladimir, 2. Klasse
- 1879 Kaiserlich-Königlicher Orden vom Weißen Adler mit Schwertern